# Wymiennik białkowy
Wymiennik białkowy (WB) – jest to taka ilość pożywienia, w której znajduje się 10 gramów białka zwierzęcego lub jego równoważną ilość. Jako wzorzec przyjęto porcję mięsa cielęcego o masie 50 gramów. Dostarcza ono ok. 40 kcal energii.